# DR Baureihe 250
DR BR 250 (sedan 1992 Deutsche Bahn BR 155) är ett tyskt ellok konstruerat för att dra tunga godståg. Loket har på grund av sitt utseende fått flera smeknamn, bland annat Electric Container och Powercontainer. Loktypen var den starkaste loktypen som byggdes i Östtyskland. Loket används fortfarande av Deutsche Bahn.

## Historia

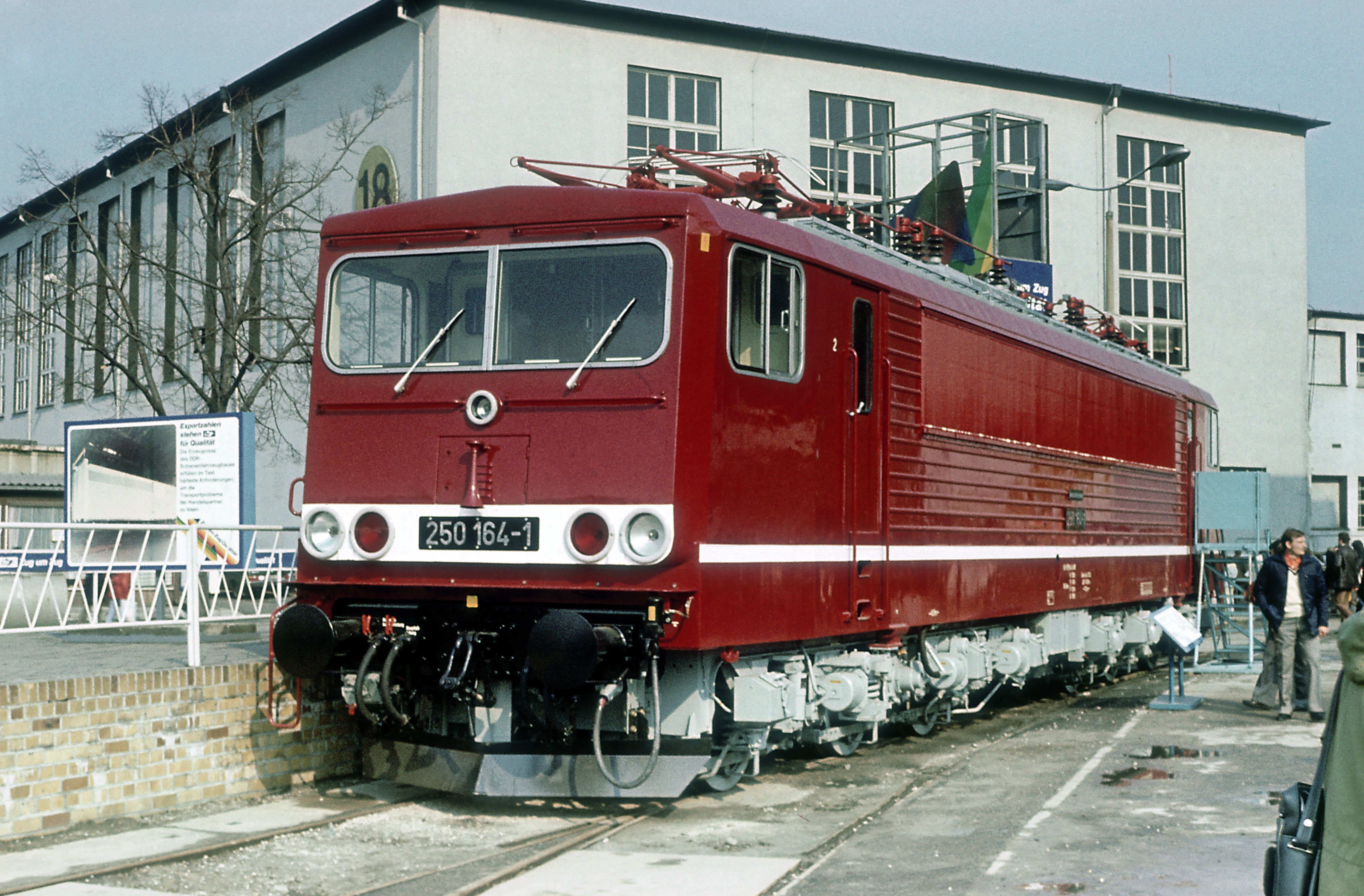
Ett BR 250 i sin ursprungliga målning

Under mitten på 1960-talet så blev det uppenbart för DR att de existerande loken BR 211 och BR 242 inte var tillräckliga för att dra tyngre godståg. DR började därför utveckla ett nytt 6-axligt ellok som skulle kunna dra alla typer av tåg. Tre prototyper byggdes av LEW Henningsdorf 1974. Mellan 1977 och 1984 kom 270 lok att levereras till DR. Loken användes av DR huvudsakligen för att dra tunga godståg, men de kom också att dra så kallade städteexpress-tåg, den Östtyska motsvarigheten till Intercity.
Efter Tysklands återförening 1990 så sjönk järnvägstrafiken i det före detta Östtyskland vilket gjorde många av loken överflödiga. När DR och DB slogs samman för att bilda Deutsche Bahn så blev BR 250 istället BR 155 för att passa in i det standardiserade namngivningssystemet. Loken kom efter sammanslagningen att användas av DB Cargo, senare Raillion och numera DB Schenker Rail i hela Tyskland. Totalt så används ca 200 lok av DB Schenker Rail runtom på det tyska järnvägsnätet.

## Design
Loket är sexaxligt med axelföljden Co'Co'. Hjulen sitter på 2 stycken treaxliga boggier, där varje axel drivs av en enfas elmotor som drivs på växelström. Varje elmotor har en separat kylenhet för att inte överhettas. Loket får sin ström genom en äldre så kallad saxpantograf, men på många lok så har de äldre pantograferna bytts ut till pantografer av nyare design. Den viktigaste delen i elektroniken är en oljekyld transformator. Gasreglaget i loket har 30 olika steg. Gasreglaget styr strömtillförseln med hjälp av tyristorer. Loken är även utrustade med ett dödmansgrepp,  samt det tyska säkerhetssystemet PZB. Relativt nyligen så har även loken utrustats med datorer för att kunna visa en elektrisk tidtabell. Några lok har också utrustats med det tyska systemet LZB, dessa lok har använts för att tunga och snabba containertåg på det tyska höghastighetsnätet.

## Galleri

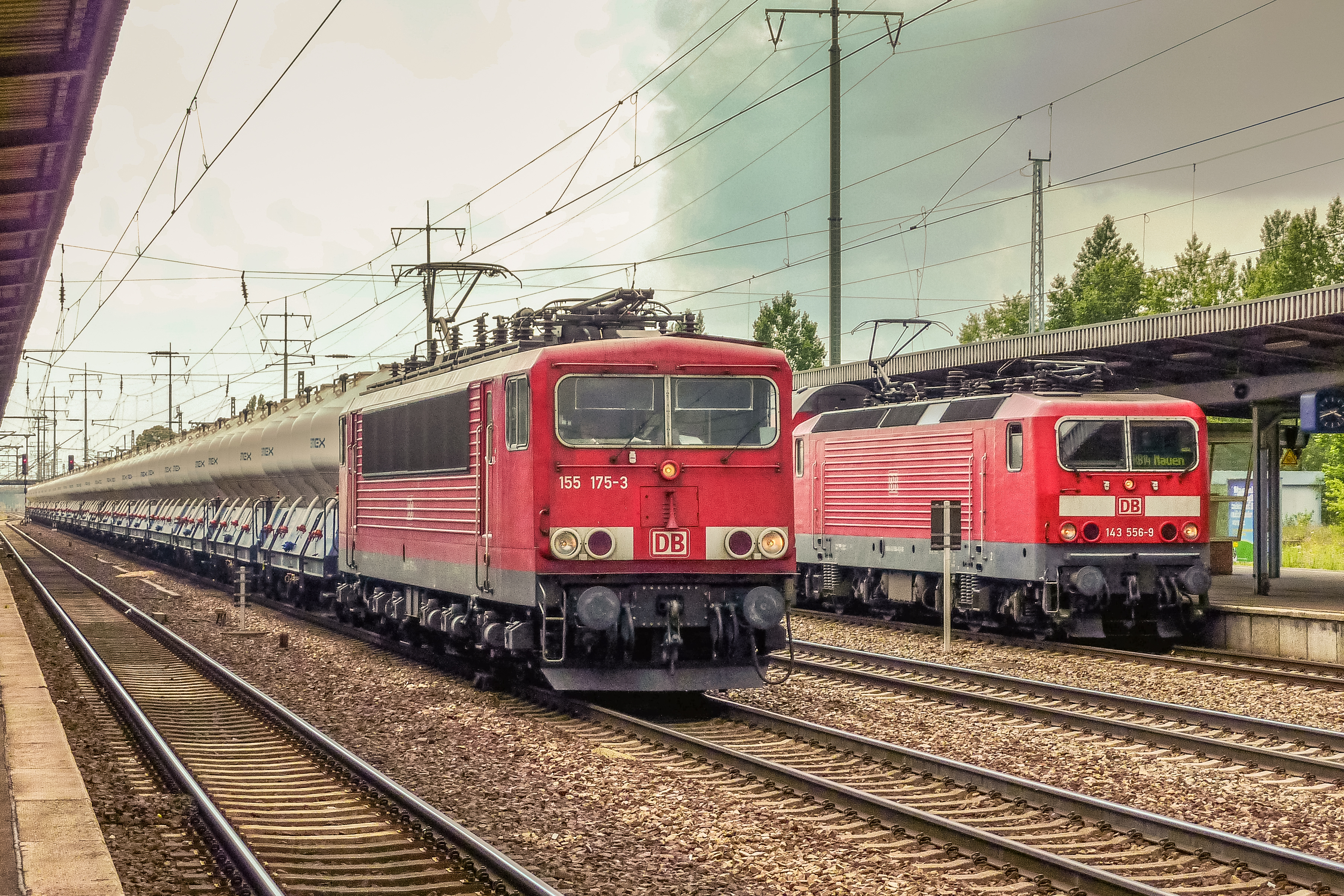
En BR 155 och en BR 143 vid Schönefeld
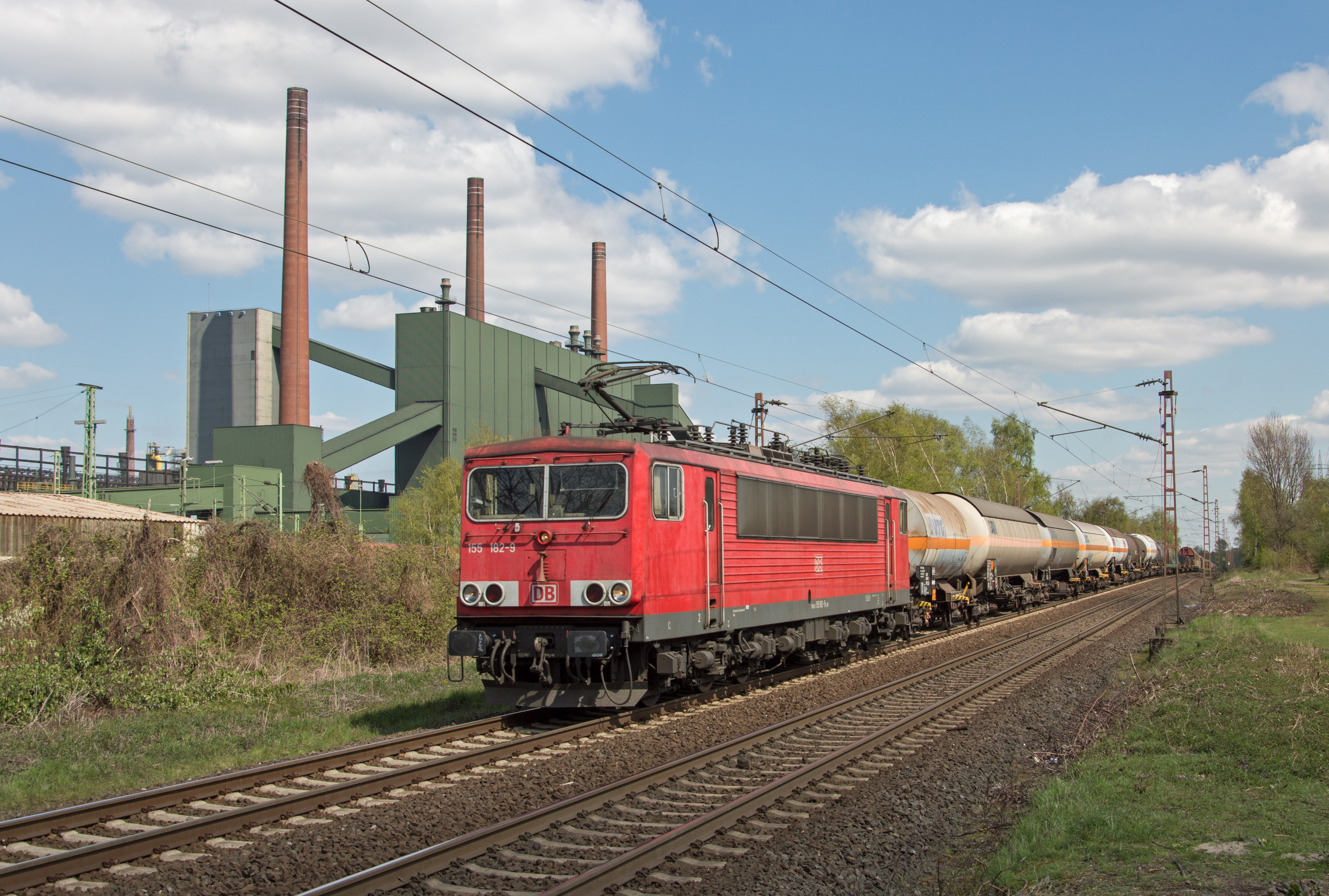
En BR 155 som drar ett godståg